# Piaseczno (powiat miński)
Piaseczno – wieś sołecka w Polsce położona w województwie mazowieckim, w powiecie mińskim, w gminie Cegłów.
| SIMC    | Nazwa     | Rodzaj    |
| ------- | --------- | --------- |
| 0669140 | Podskupie | część wsi |

Wieś duchowna Piaseczno Stare  położona była w drugiej połowie XVI wieku w powiecie garwolińskim  ziemi czerskiej województwa mazowieckiego. W latach 1975–1998 miejscowość należała administracyjnie do województwa siedleckiego.
Wieś jest ośrodkiem ruchu religijnego Starokatolickiego Kościoła Mariawitów i siedzibą parafii św. Anny (w miejscowości znajduje się kościół parafialny).
Wierni Kościoła rzymskokatolickiego należą do parafii św. Anny w Kiczkach.